# Himno (novela)
Himno, conocida en sus primeras ediciones como ¡Vivir!, es una novela corta de Ayn Rand publicada en inglés como Anthem en 1938. Fue su segunda obra, después de Los que vivimos.

## Contexto
Cuando Ayn Rand escribió Himno, en la década de los años 1930, la URSS contaba aún con muchas simpatías entre la intelectualidad europea e incluso entre la estadounidense. La Internacional Comunista y la revolución socialista contaban con gran popularidad, que eran apoyadas por numerosos escritores y periodistas en Occidente; pero aún se desconocían los crímenes internos de la URSS, como los gulag.[cita requerida]
Tras la alianza de las potencias occidentales con la Unión Soviética de Stalin, durante la Segunda Guerra Mundial, Ayn Rand se sentía obligada a advertir de los peligros del colectivismo,[cita requerida] y les dedicó estas palabras en el prefacio de la edición de 1946:

Ellos han de afrontar el pleno significado de aquello que defienden o condenan; el específico, exacto y pleno significado del colectivismo, de sus lógicas implicaciones, de los principios sobre los que se asienta, y de las últimas consecuencias a las que estos principios llevarán. Deben afrontarlo, y después decidir si esto es lo que quieren o no.
Prefacio a Himno, 1946

## Resumen
La novela, que consta de doce capítulos, cuenta la peripecia vital de un joven de 21 años llamado Igualdad 7-2521, cuya historia conocemos narrada en primera persona por medio de su diario, escrito a la luz de las velas en un túnel bajo tierra. Igualdad describe sus anhelos, su infancia y adolescencia y la sociedad totalitaria en la que vive, situada en un futuro indeterminado, denominado el Gran Renacimiento, cuando los hombres habían descubierto la Gran Verdad. Esta es la «gran verdad» que deben recitar obligatoriamente los estudiantes, justo antes de irse a dormir:

Nosotros no somos nada. La humanidad lo es todo. Nos es dado vivir gracias a nuestros hermanos. Existimos por ellos, al lado de ellos y para ellos, que son el Estado. Amén.

La lápida frente al Palacio del Consejo Mundial también ilustra el ideario del régimen:

Somos uno en todos y todos en uno. No existen hombres sino solo el gran Nosotros, uno indivisible y para siempre.

El uso exclusivo de los pronombres plurales («nosotros, vosotros, ellos») para referirse a sí mismo y a otras personas singulares se hace evidente desde el primer momento. También llama la atención el que, pese a estar situada en el futuro, se nos describe una tecnología primitiva, como velas para alumbrarse, carros para transportar el trigo y la creencia legalizada de que la tierra es plana. El personaje principal, Igualdad 7-2521, narra en el diario su infancia y adolescencia. Lo criaron, como a todos los niños en el mundo de Himno, separado de sus padres, en la Casa de los Niños. Después fue transferido a la Casa de los Estudiantes, donde comenzó su educación académica. En el último año, se dio cuenta de que había nacido «diferente», con una «maldición»: está ansioso por saber más y pregunta constantemente (los maestros llegan a prohibirle interrogar), y se siente poco dispuesto a entregarse a los designios colectivos, lo cual viola los principios sobre los cuales se funda la sociedad en la que vive. Igualdad, que lo que le enseñan se le queda corto, destacaba en Matemáticas y en Ciencias, y soñaba en convertirse en «estudioso». Sin embargo, el Consejo de Vocaciones, que tiene el poder de imponer a cada persona la profesión a la que iba a dedicarse, le asignó a la Casa de los Barrenderos.
Igualdad acepta de buen grado el trabajo de barrendero, dispuesto a arrepentirse por su «transgresión» (su deseo de aprender). Forma grupo de trabajo junto con Internacional-4-8818 y Unión 5-3992. Internacional es excepcionalmente alto, un gran artista (esa es «su» transgresión, ya que solo la gente elegida para ser artistas puede dibujar) y el único amigo de Igualdad (tener amigos es también un crimen porque, en la sociedad de Himno, uno no puede estimar a uno de sus «hermanos» por encima del resto). Unión, «el de escasa inteligencia», sufre epilepsia. 
Sin embargo, Igualdad sigue siendo curioso. Un día, encuentra la entrada a un túnel del metro en su área de trabajo asignada y la explora, a pesar de las protestas de su colega, ya que toda acción no autorizada por el Consejo está prohibida. Igualdad se da cuenta de que el túnel pertenece a los Tiempos Innominados, es decir, previos a la creación de la sociedad de Himno, y siente una curiosidad extrema. Durante las tres horas diarias que disponen para esparcirse, deja al resto de la comunidad en el teatro, entra en el túnel y se dedica a realizar experimentos científicos. 
Trabajando un día fuera de la ciudad, en el campo, Igualdad conoce y se enamora de una mujer, Libertad 5-3000, a quien renombra en sus pensamientos (algo prohibido) como «la Dorada».
Continúa su trabajo científico, y redescubre la electricidad y la lámpara incandescente. Decide llevar sus invenciones al Consejo Mundial de los Estudiosos, de modo que reconozcan su talento y le permitan trabajar con ellos. Un reflejo social inculcado le induce todavía a sentir la necesidad de ayudar a sus conciudadanos. Sin embargo, un día descubren su ausencia de la Casa de los Barrenderos y lo arrestan. Lo envían a la cárcel, de la cual se escapa fácilmente (no hay apenas medidas de vigilancia, pues jamás nadie ha osado huir de un correccional), después de haber sido torturado cruelmente.
El día siguiente a su huida, se dirige al Consejo Mundial de los Estudiosos, y les presenta su hallazgo (la electricidad). Los estudiosos se horrorizan, y lo rechazan porque no había sido autorizado por el Consejo y su actitud amenaza con trastornar el equilibrio de su mundo, creen que mayor producción de luz eléctrica volverá obsoleta la fabrica de velas y los trabajadores se volverían flojos, una amenaza a su sociedad esclavista. Cuando intentan destruir su invención, la toma y huye al bosque, fuera de la ciudad. Se trata de la Selva Innominada, donde ningún hombre ha osado adentrarse antes por suponerse plagada de fieras.
Después de vivir en el bosque durante algunos días, viviendo de la caza y gozando de la nueva sensación de libertad, Igualdad tropieza con «la Dorada», es decir Libertad 5-3000, que lo ha seguido tras enterarse de su huida. Se abrazan, se aman (el sexo estaba reducido a una actividad anual con fines puramente reproductivos) y se esfuerzan por expresar sus mutuos sentimientos, totalmente nuevos, ya que no tienen conocimiento del pronombre «yo». Tras largo tiempo vagando por la selva, se encuentran con una extraña casa en las montañas, construida con sofisticada arquitectura y materiales que no habían visto nunca antes (y que suponen construida en un pasado remoto, justamente el tiempo presente del lector), y deciden quedarse a vivir en ella.
Leyendo con fruición los libros de la biblioteca que había en la casa, Igualdad y Libertad descubren en ellos el pronombre «yo», y entienden el valor sagrado y la individualidad que la palabra que expresa. Se dan nuevos nombres obtenidos de los libros: Igualdad se convierte en Prometeo, y a Libertad la rebautiza con el nombre Gea. Cuando está concluyendo la novela, Prometeo habla del pasado, se pregunta cómo los hombres pudieron haber renunciado a su individualidad y planea un futuro en el cual puedan recuperarlo.
El final del diario (y del libro) revela la «palabra prohibida»: la palabra es «yo».

## HimnoyNosotros
Himno ofrece notables similitudes con Nosotros, novela de Yevgeni Zamiatin considerada precursora del género de distopías totalitarias, y que también influyó en las distopías Un mundo feliz de Aldous Huxley y 1984 de George Orwell. 
Nosotros fue publicada con anterioridad a Himno, en 1921, y entra dentro de lo posible que Rand la hubiese leído antes de que se tradujese al inglés, ya que abandonó la URSS cinco años después de publicarse en ruso.
A continuación se enumeran algunas similitudes y diferencias:
Similitudes
- El narrador habla en la primera persona del plural, en lugar del singular (es decir, usa nosotros en lugar de yo para referirse a sí mismo).
- Las personas tienen números en lugar de nombres. Aunque este recurso ha sido muy utilizado en las sociedades totalitarias descritas en la ciencia ficción futurista, no era tan habitual cuando Zamiatin publicó su obra.
- Ambas novelas adoptan la forma de un diario secreto.
- El narrador es un varón influido positivamente por un personaje femenino.
- La sociedad separa a los hijos de sus padres.

Diferencias
- Himno tiene lugar en una sociedad regresiva y técnicamente primitiva. Nosotros tiene lugar en una ciudad urbana y tecnificada.
- Los personajes de Rand logran su objetivo y tienen un desenlace feliz; los de Nosotros son sometidos a tratamiento médico.
- La sociedad de Himno tiene total control sobre sus asuntos.
- Himno tiene un tono serio y solemne, Nosotros es más satírico.

## La cuestión del copyright
Por un error de los titulares del copyright a la hora de renovarlo en algún momento del pasado, Himno es la única obra de Rand que se encuentra en el dominio público en Estados Unidos (no así en otros países), lo que ha permitido incorporarla al Proyecto Gutenberg.

## Ediciones en español
- Ayn Rand, ¡Vivir!, Luis de Caralt S.A., Barcelona, 1946 (reeditado en 1963 y en 1983). Se encuentra agotado.
- Ayn Rand, Himno, Grito Sagrado, Buenos Aires, 2007. En esta nueva edición se ha incluido la versión original y las correcciones manuscritas que introdujo Rand. Asimismo, se ha recuperado el título original.
- Ayn Rand, Himno, Universidad Francisco Marroquín, Guatemala, 2012. Edición realizada por el Centro de Estudio del Capitalismo de la Universidad Francisco Marroquín, traducción de Adelaida Loukota. Única edición de la obra en idioma castellano y en dominio público.